# Назарет
Назаре́т (ивр. נָצְרַת‎ Нацра́т, араб. النَّاصِرَة‎ Э́н-На́сира, греч. Ναζαρέτ, лат. Nazareth) — город в Галилее, на севере Израиля; священный христианский город, третий по значимости после Иерусалима и Вифлеема. Здесь, согласно Евангелию, совершилось Благовещение и прошли детство и юность Иисуса Христа (из-за этого его называли «назаретянином» или הנוצרי‎ — «ха-ноцри», то есть «житель города Нацрат»).

## Этимология
Согласно одной из теорий, название «Нацрат» происходит от еврейского существительного נֵצֶר‎ — нецер, означающего ветвь. נֵצֶר‎ не является общепринятым еврейским словом для обозначения ветви, но оно понималось как мессианский титул, основанный на словах пророка Исайи: „И произойдет отрасль от корня Иессеева, и ветвь произрастет от корня его“ (Ис. 11:1).

## История

### Древность
Территория, где находится Назарет была заселена уже с каменного века. Археологические исследования обнаружили, что погребальный и культовый центр в Кфар-Хахореш, примерно в 3,2 км от нынешнего Назарета, датируется примерно 9000 годами до эпохи докерамического неолита B. Были найдены останки около 65 человек, погребённых под огромными горизонтальными надгробными сооружениями, некоторые из которых состояли из 3 тонн белой штукатурки местного происхождения. Обнаруженные там украшенные человеческие черепа привели археологов к выводу, что Кфар-Хахореш был крупным культовым центром той эпохи.
Археологические свидетельства показывают, что сам Назарет был заселён в поздний эллинистический период, существуя и развиваясь в римский и византийский периоды. Археолог Принстонского университета Джек Финеган описывает дополнительные археологические свидетельства, связанные с поселением в районе Назарета в бронзовом и железном веках, и утверждает, что «Назарет был сильно еврейским поселением в римский период».
Надпись на иврите, найденная в Кесарии, датируемая концом III или началом IV века, примерно после восстания Бар-Кохбы (132—135 гг. н. э.), упоминает Назарет как дом священнической семьи Хафизаз. Из трёх найденных фрагментов надпись, по-видимому, представляет собой список двадцати четырёх священнических сословий, причём каждому сословию (или семье) был присвоен свой надлежащий порядок и название каждого города или деревни в Галилее, где они обосновывались. Назарет там писался не с буквой «z», а с еврейским цаде (таким образом название города писалось как Насарет или Нацарет).

### Римский период
Хотя Назарет упоминается в евангелиях Нового Завета, нет никаких дошедших до нас небиблейских упоминаний о Назарете примерно до 200 года н. э., когда Секст Юлий Африкан, цитируемый Евсевием Кесарийским (III—IV вв.) (Церковная история 1.7.14), пишет о селении Назара как о деревне в Иудее и размещает её рядом с пока ещё неопознанной Кохабой. В том же отрывке Юлий Африканский пишет о деспосини — их называют так по причине их родства с семьёй Спасителя, которые, как утверждает автор, разбрелись по остальному краю и составили упомянутую родословную на основании «Книги Дней», как могли. На основании отсутствия упоминания о Назарете в текстах первых веков, венгерский философ-религиовед, Густав Гече, в своей книге «Библейские истории», выразил мнение, что Назарет никогда не существовал во времена Иисуса Христа, он сослался на то, что о нём нет упоминаний ни в Ветхом Завете, ни в талмудической литературе, ни у латинских или греческих авторов, где перечислены все населённые пункты, а христианские тексты, по его мнению, не могут быть источниками по этому вопросу. Британский же историк Кен Дарк описывает точку зрения о том, что Назарет никогда не существовал во времена Иисуса Христа, как «археологически неприемлемую».

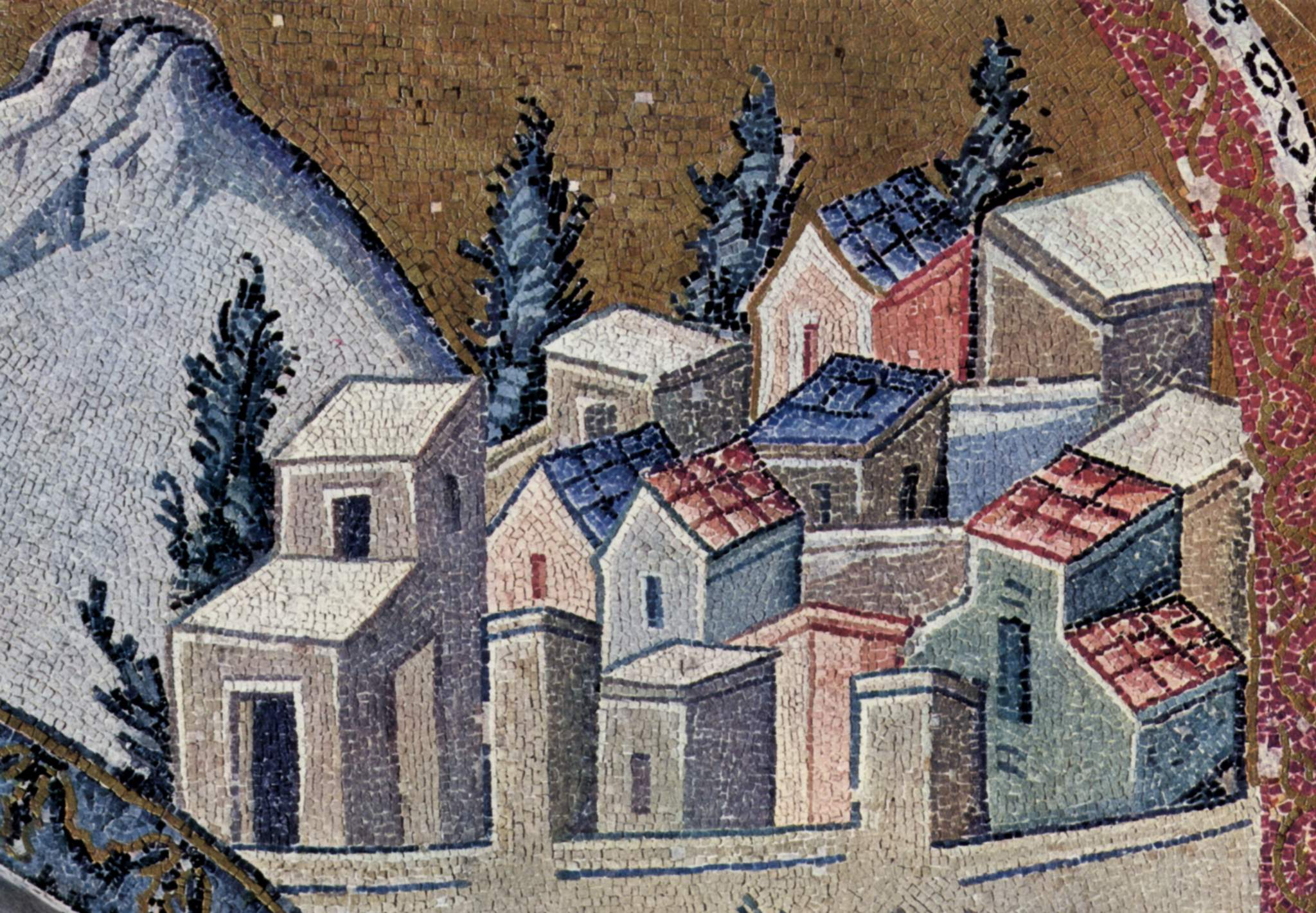
Назарет, изображённый на византийской мозаике в монастыре Хора, Стамбул.

Джеймс Стрэйндж (англ. James Strange), профессор религиоведения Университета Южной Флориды, замечает: «Назарет не упоминается в древних еврейских источниках ранее III века н. э. Вероятно, это свидетельствует об его недостаточной известности как в Галилее, так и в Иудее». Первоначально Стрэйндж предположил, что численность населения Назарета во времена Христа была «примерно от 1600 до 2000 человек», но позднее, в последующей публикации, он указал ещё меньшее значение: «максимум около 480». В 2009 году израильский археолог Ярдена Александер раскопала археологические остатки в Назарете, которые относятся ко времени Иисуса Христа в ранний римский период, Александер после этого заявила журналистам: «Это открытие имеет первостепенное значение, поскольку оно впервые показывает дом из еврейской деревни Назарет».
Другие источники утверждают, что во времена Иисуса Христа в Назарете проживало 400 человек и была одна общественная баня, которая была важна для гражданских и религиозных целей, как миква.
Епифаний Кипрский в своём труде «Панарион» (ок. 375 года н. э.) причисляет Назарет к городам, лишённым нееврейского населения. Епифаний, пишущий об Иосифе Тивериадском, богатом римском еврее, принявшем христианство во времена Константина, пишет, что он утверждал, что получил императорский рескрипт о строительстве христианских церквей в еврейских городах и деревнях, где не живут язычники или самаритяне, называя Тверию, Диоцезарию, Сепфорис, Назарет и Капернаум. Из этого скудного уведомления, был сделан вывод, что в начале IV века в Назарете имелась небольшая церковь, которая охватывала пещерный комплекс, хотя городишка был еврейским до VII века.
Христианский монах и переводчик Библии Иероним Стридонский, писавший в начале V века, упоминал, что Назарет был viculus или простой деревней.
В VI веке религиозные рассказы местных христиан о Богородице начали вызывать интерес к этому месту у паломников, которые основали первую церковь на месте нынешней греческой православной церкви Благовещения на месте пресноводного источника, сегодня известного как колодец Девы Марии. Около 570 года анонимный автор из Пьяченцы сообщает о путешествии из Сепфориса в Назарет. Там он рассказывает, что видел в еврейской синагоге книги, по которым Иисус Христос учился грамоте, и скамью, на которой он сидел. По его словам, христиане могли поднять её, но евреи не могли, так как им было запрещено вытаскивать её наружу. Описывая красоту тамошних еврейских женщин, он записывает, что они говорили, что Святая Мария была их родственницей, и отмечает, что «Дом Святой Марии — это базилика». Константин I Великий приказал строить церкви в еврейских городах, и Назарет был одним из мест, предназначенных для этой цели, хотя строительство церквей, по-видимому, началось только спустя десятилетия после смерти Константина, то есть после 352 года.
Археологи раскопали свидетельства того, что до возведения церкви византийского периода на месте дома Марии в середине V века первые христиане построили там церковь, оставив после себя христианскую символику. До изгнания в 630 году евреи, вероятно, продолжали пользоваться своей старой синагогой, в то время как христианам нужно было построить свой собственный храм, вероятно, на месте дома Марии.
Город получал прибыль от торговли с христианскими паломниками, которая началась в IV веке нашей эры, но скрытая антихристианская враждебность вспыхнула в 614 году нашей эры, когда персы захватили Палестину. Византийский писатель Евтихий писал, что евреи Назарета помогли персам устроить резню христиан. Когда византийский или восточно-римский император Ираклий I изгнал персов в 629—630 годах н. э., он изгнал и евреев из деревни, превратив её в полностью христианскую.

### Арабский период
Арабо-мусульманское вторжение в 638 году н. э. не оказало непосредственного влияния на христиан Назарета и их церкви, поскольку епископ Аркульф вспоминал, что видел там около 670 года две церкви: одну в доме Иосифа, где Христос жил будучи ребёнком, и одну в доме Марии, где она получила Благовещение, но не синагога, которая была преобразована в мечеть. Иконоборческий эдикт халифа Язида II в 721 году привёл к разрушению одной из церквей, так что Виллибальд во время своего паломничества в 724-26 годах обнаружил там только одну церковь, посвященную Богородице, которую христианам пришлось спасать путём неоднократных платежей от уничтожения «сарацинами-язычниками» (арабами-мусульманами). Руины церкви Святого Иосифа оставались нетронутыми в течение очень долгого времени, в то время как церковь Пресвятой Богородицы неоднократно упоминается на протяжении последующих столетий, в том числе арабским географом Аль-Масуди в 943 году.

### Период крестоносцев
В 1099 году крестоносец Танкред Тарентский захватил Галилею и устроил свою резиденцию в Назарете. Он был правителем Галилейского княжества, которое было создано, по крайней мере номинально, в 1099 году как вассал Иерусалимского королевства. Позже, в 1115 году, Назарет был создан как сеньория в составе княжества. Мартин из Назарета, который, вероятно, действовал как виконт Назарета, задокументирован в 1115 и 1130/1131 годах. Назарет был первоначальным местом пребывания латинского патриарха. Древняя епархия Скифополиса была передана под управление архиепископа Назарета, как одна из четырёх архиепархий Иерусалимского королевства. Когда город вернулся под контроль мусульман в 1187 году после победы Саладина в битве при Хаттине, оставшиеся крестоносцы и европейское духовенство были вынуждены покинуть город. Фридриху II удалось договориться о безопасном прохождении паломников из Акко в 1229 году, а в 1251 году Людовик IX, король Франции, посетил мессу в гроте в сопровождении своей жены.

### Период мамлюков
В 1263 году Бейбарс I, мамлюкский султан, разрушил христианские церкви в Назарете и объявил это место закрытым для католического духовенства в рамках своей попытки изгнать оставшихся крестоносцев из Палестины. В то время как арабские христианские семьи продолжали жить в Назарете, его статус был снижен до статуса бедной деревни. Паломники, посетившие это место в 1294 году, сообщили только о небольшой церкви, защищающей грот. В XIV веке монахам-францисканцам было разрешено вернуться и жить в руинах базилики.

### Период турков-османов

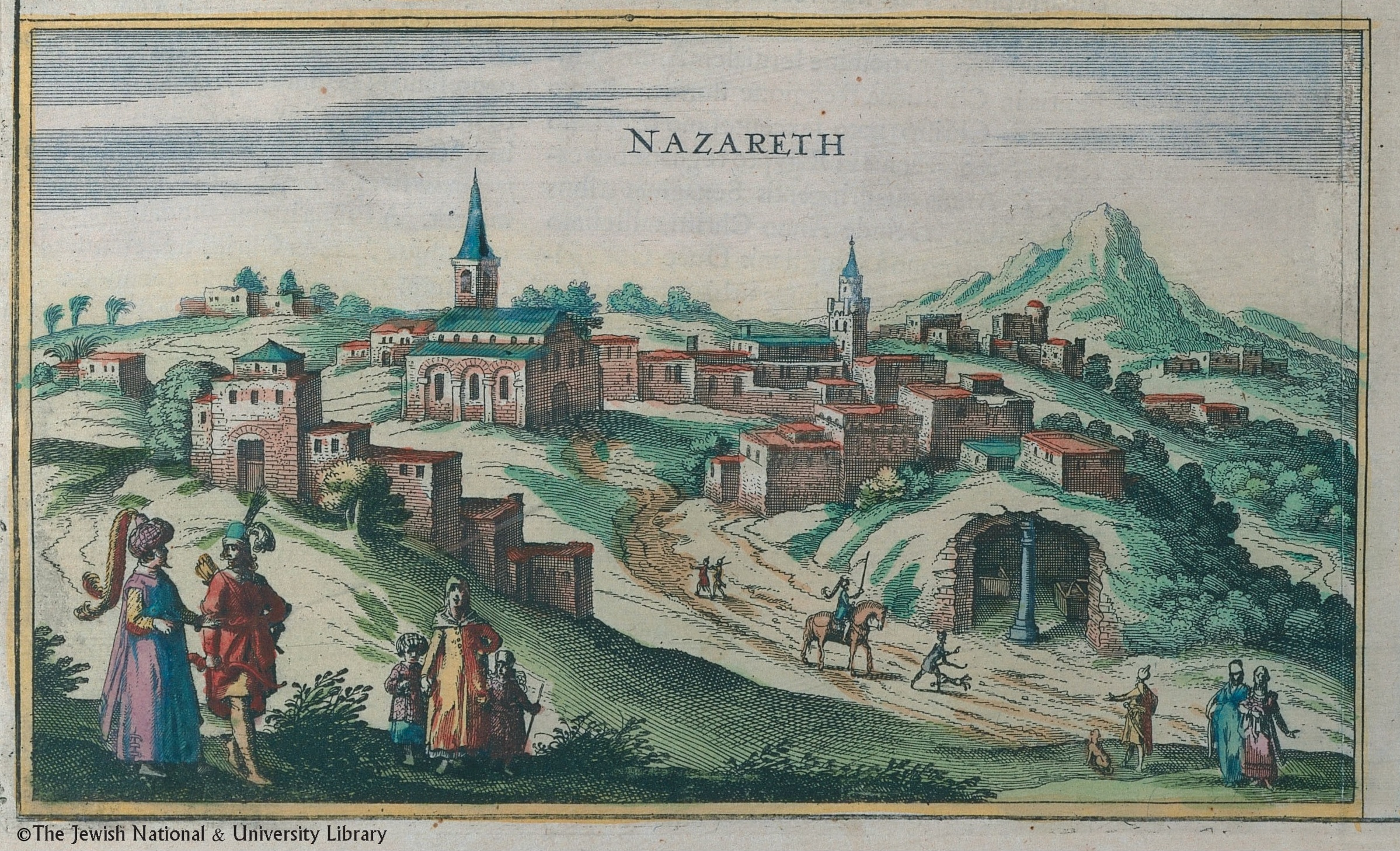
Назарет, 1657 год.

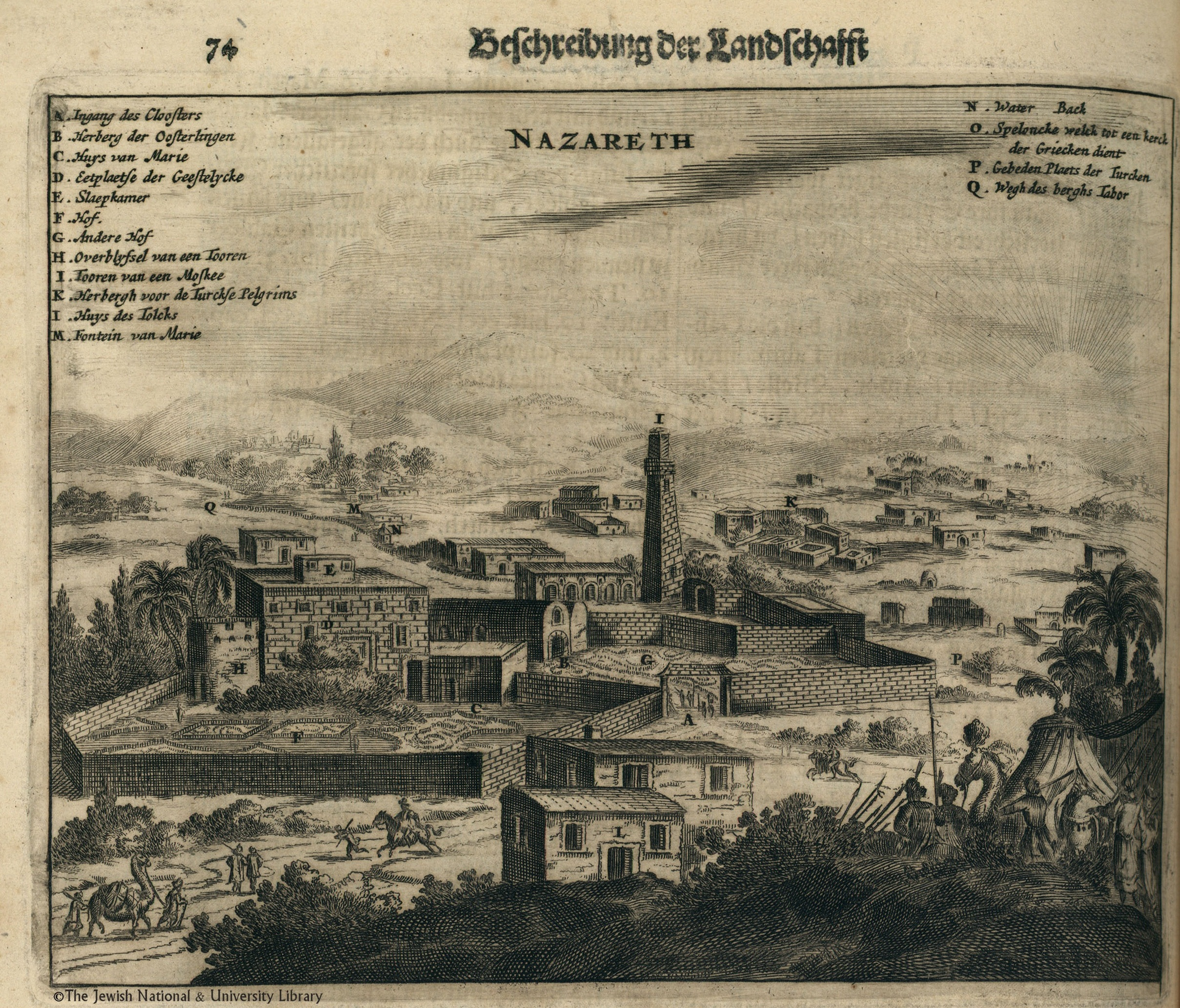
Назарет, 1681 год.

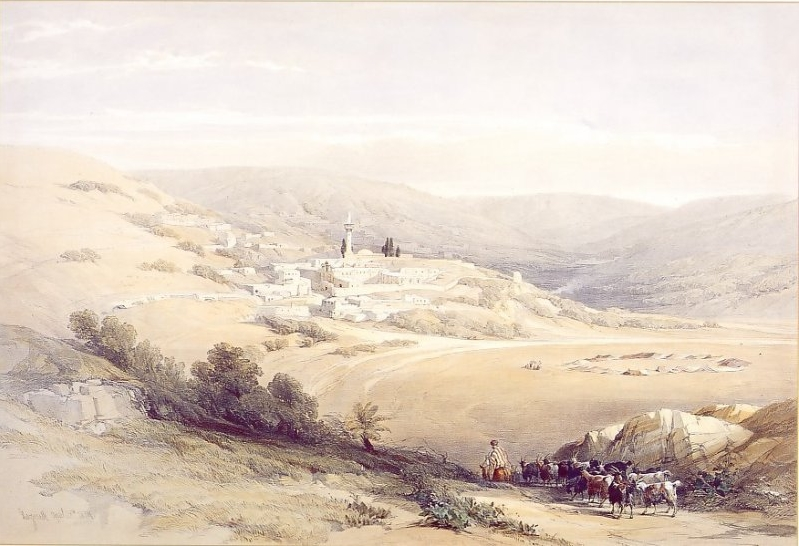
Назарет в 1839 году из книги путешествий The Holy Land, Syria, Idumea, Arabia, Egypt, and Nubia

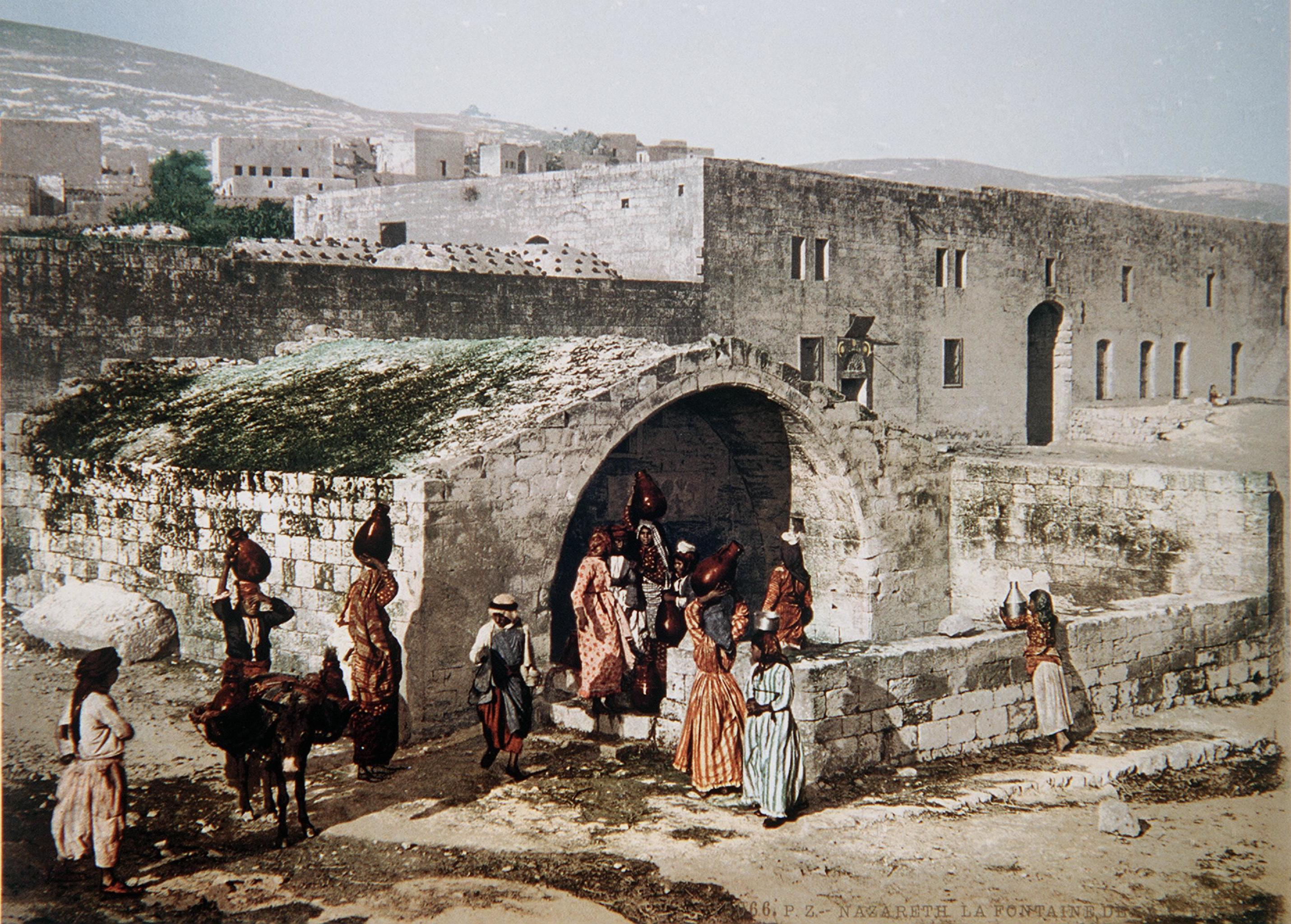
Колодец Девы Марии в Назарете около 1880 года, фото сделано Феликсом Бонфисом.

Карта Назарета, составленная Титусом Тоблером в 1868 году.

В 1584 году монахи-францисканцы были снова выселены с места разрушенной базилики. В 1620 году Фахр-ад-дин II, эмир друзов, контролировавший эту часть Османской Сирии, разрешил им построить небольшую церковь в гроте Благовещения. Францисканцы организовывали паломничество к близлежащим святыням, но монахи подвергались преследованиям со стороны окрестных племён бедуинов, которые часто похищали их с целью получения выкупа.
Стабильность вернулась с правлением Захира аль-Умара, могущественного арабского шейха, который правил Галилеей, а затем большей частью Левантийского побережья и Палестины. Он превратил Назарет из маленькой деревни в большой город, поощряя иммиграцию в него. Назарет играл стратегическую роль в правлении шейха Захира, поскольку позволял ему контролировать сельскохозяйственные районы центральной Галилеи. Он обеспечивал безопасность Назарета и по другим причинам, в том числе укрепляя связи с Францией и защищая христианскую общину, так как одна из его жён была христианкой родом из Назарета.
Захир разрешил францисканцам построить церковь в 1730 году. Она простояла до 1955 года, когда её снесли, чтобы освободить место для более крупного и современного здания, строительство которого было завершено в 1967 году. Он также разрешил францисканцам приобрести синагогальную церковь в 1741 году и разрешил православной общине восстановить церковь Благовещения в 1767 году. Захир заказал строительство здания для местного муниципалитета, известного как Серая, который проработал там до 1991 года. Потомки Захира, известные как Дхавахри, вместе с семьями Зуби, Фахум и Онасса позже составили традиционную мусульманскую элиту Назарета.
Христианская община Назарета стала испытывать проблемы при османском преемнике Захира, Джаззар-паше (1776—1804 гг.), и трения между христианами и крестьянами-мусульманами из окрестных деревень усилились. Назарет был временно захвачен войсками Наполеона Бонапарта в 1799 году, во время его египетского похода. Наполеон посетил святые места и подумывал о назначении своего генерала Жана Андоша Жюно герцогом Назарета. Во время правления губернатора Египта Ибрагима-паши (1830—1840 гг.) на большей части территории османской Сирии Назарет был открыт для европейских миссионеров и торговцев. После того как османы восстановили контроль, европейские деньги продолжали поступать в Назарет, и были созданы новые учреждения. Христиане Назарета были защищены во время массовых убийств христиан 1860 года Акил Агой, лидером бедуинов, который осуществлял контроль над Галилеей между 1845 и 1870 годами.
Калуст Вартан, армянин из Константинополя, прибыл в город в 1864 году и основал первую медицинскую миссию в Назарете, шотландскую «больницу на холме», или Назаретскую больницу, как её называют сегодня, при спонсорской поддержке Эдинбургского медицинского миссионерского общества. Османский султан, благоволивший французам, позволил им основать сиротский приют — Общество Святого Франциска де Сале. К концу XIX века Назарет был городом с сильным арабским христианским присутствием и растущей европейской общиной, где был осуществлён ряд коммунальных проектов и возведены новые религиозные здания. В 1871 году церковь Христа, единственная англиканская церковь города, была достроена под руководством преподобного Джона Зеллера и освящена епископом Сэмюэлем Гобатом.
В конце XIX века и в первые годы XX века Назарет процветал, поскольку выполнял роль главного рынка для деревень округи. Местные феллахи покупали товары на многочисленных базарах Назарета, которые включали отдельные рынки сельскохозяйственной продукции, изделий из металла, ювелирных украшений и кожи. В 1914 году Назарет состоял из восьми кварталов: Арак, Фарах, Джами, Ханук, Майдан, Мазазва, Шаркия и Шуфани. Здесь было девять церквей, два мужских монастыря, четыре женских монастыря, две мечети, четыре больницы, четыре частные школы, государственная школа, полицейский участок, три сиротских приюта, гостиница, три постоялых двора, мукомольная фабрика и восемь базаров. Османы уступили контроль над Палестиной, включая Назарет, державам Антанты во время Первой мировой войны. К тому времени значение Назарета значительно снизилось, поскольку большинство арабских деревень в Изреельской долины были заменены недавно созданными еврейскими поселениями.

### Период британского владычества

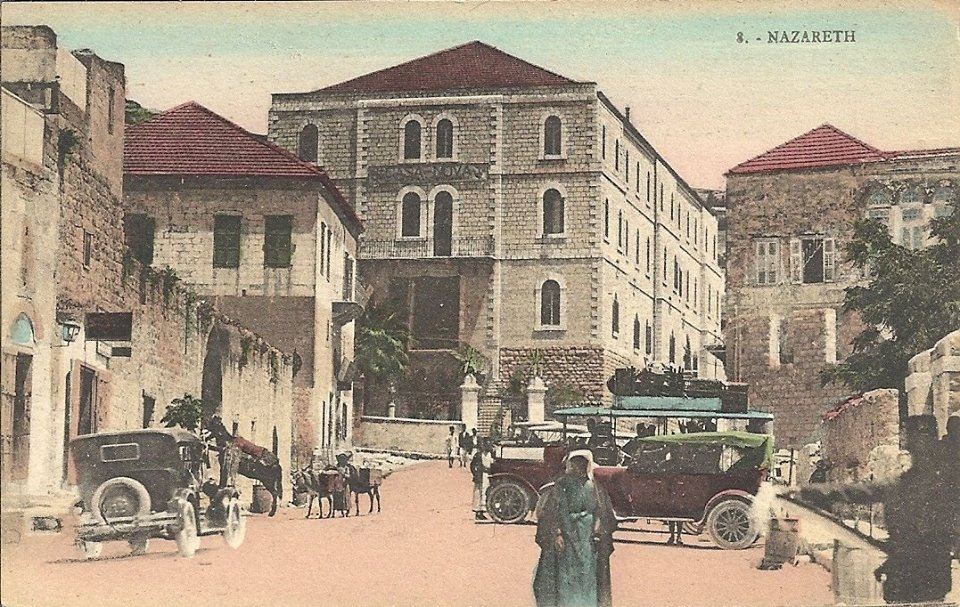
Назарет, фото Кариме Аббуд, около 1925 года.

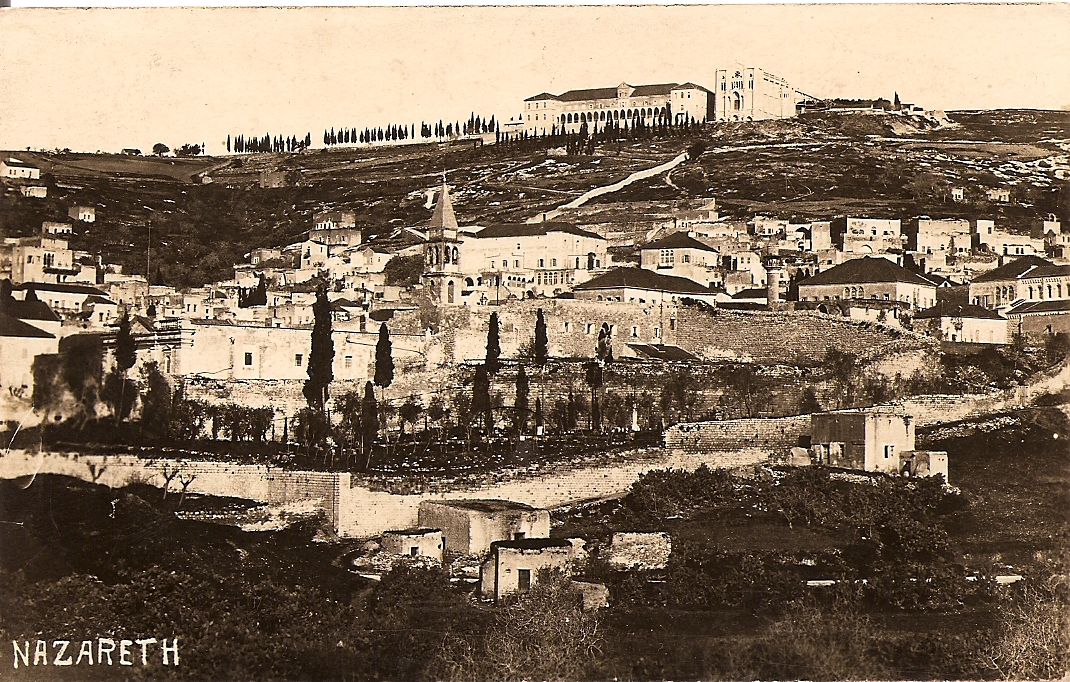
Назарет, фото Фадиля Саба, около 1925 года.

Назарет в 1937 году.

Великобритания установила контроль над Палестиной в 1917 году, в том же году, когда была принята декларация Бальфура, где британцы обязались оказать поддержку в создании еврейского государства в Палестине. В годы, предшествовавшие и последовавшие за декларацией, еврейская иммиграция в Палестину постоянно увеличивалась. Представители городской мусульманской элиты Назарета выступали против сионистского движения, направив делегацию на первый палестинский арабский конгресс в 1919 году и выпустив в 1920 году письмо протеста, в котором осуждалась эмиграция европейских евреев в Палестину, а также провозглашалась солидарность с коренными евреями Палестины. В 1922 году в Назарете проживало 4885 христиан, 2486 мусульман и 58 евреев. С учётом того, что христиане составляли большинство населения города, активистами палестинского националистического движения была создана некая «мусульманско-христианская ассоциация», которая спонсировалась мусульманской семьёй аль-Зуби, с целью вовлечения христиан Назарета в данное движение. Однако, деятельность организации оказалась крайне неэффективной, поскольку для христиан Назарета идеи организации оказались чужды и непривлекательны, поэтому в конце 1920-х годов в Назарете попытались создать другие организации со схожей деятельностью, но уже для чисто мусульманского населения, среди тех организаций были «Организация мусульманской молодёжи при Верховном мусульманском совете» и «Национальная мусульманская ассоциация». Назарет модернизировался относительно медленно. В то время как в других городах уже было проведено электричество, электрификация Назарета произошла только в 1930-х годах и вместо этого инвестиции были на улучшение системы водоснабжения. Это включало в себя строительство двух водохранилищ на северо-западных холмах и нескольких новых цистерн. К 1930 году были созданы баптистская церковь, муниципальный сад у колодца Девы Марии и полицейский участок, расположенный в Серайе Захир аль-Умара, а мусульманский квартал Шаркия расширился.
Когда в 1936 году вспыхнуло арабское восстание, жители Назарета в подавляющем большинстве не поддержали его, однако некоторые жители предоставили помощь двум полевым командирам мятежников из почти 281 главарей боевых отрядов, действовавших в регионе. Этими двумя полевыми командирами были уроженец Назарета, выходец из христианской семьи и будущий коммунист, Фуад Нассар и житель деревни рядом с Назаретом Тауфик аль-Ибрагим. Близлежащие деревни Сепфорис и аль-Муджайдиль сыграли более активную роль в этом конфликте, поскольку оттуда происходило девять полевых командиров. Лидеры восстания пытались использовать Назарет в качестве плацдарма для боевых действий против британцев, которые предлагали включить Галилею в состав будущего еврейского государства. 26 сентября 1937 года британский окружной комиссар по Галилее Льюис Йелланд Эндрюс был убит в Назарете местными мятежниками. Убийство Эндрюса арабские мятежники Палестины встретили с радостью. Британские же власти в ответ наложили на население Назарета и его окрестностей коллективный штраф в размере 20 тысяч фунтов стерлингов. Начались более активные репрессивные меры против мятежников: более ста человек были арестованы, Верховный арабский комитет распущен, а его лидер Амин аль-Хусейни бежал из Палестины. Ещё пять арабских лидеров были отправлены в ссылку на Сейшельские острова.
К 1946 году муниципальные границы Назарета были расширены, и появились новые районы, а именно Майдан, Маслах, Ханук и Нимсави. В существующих кварталах были построены новые дома, а в городе по-прежнему было множество фруктовых садов и сельскохозяйственных угодий. Были созданы две сигаретные фабрики, табачный магазин, два кинотеатра и кафельная фабрика, что значительно повысило экономику Назарета. На самом южном холме Назарета был построен новый полицейский участок, а полицейский участок в Серайе был преобразован в мэрию Назарета. На вершинах некоторых холмов вокруг города также были возведены сторожевые башни. Среди других новых или расширенных правительственных учреждений были штаб-квартира окружного комиссара в бывших османских военных казармах, а также офисы Министерства сельского хозяйства и Департамента геодезии и заселения.
Назарет находился на территории, отведённой арабскому государству в соответствии с планом раздела, принятым ООН в 1947 году. В течение нескольких месяцев, предшествовавших войне за независимость Израиля в 1948 году, город стал убежищем для жителей городов Тверия, Хайфа и Бейт-Шеан до и во время захвата Хаганой этих городов 18 апреля, 22 апреля и 12 мая 1948 года, соответственно.

### Израильский период

#### Война за независимость Израиля

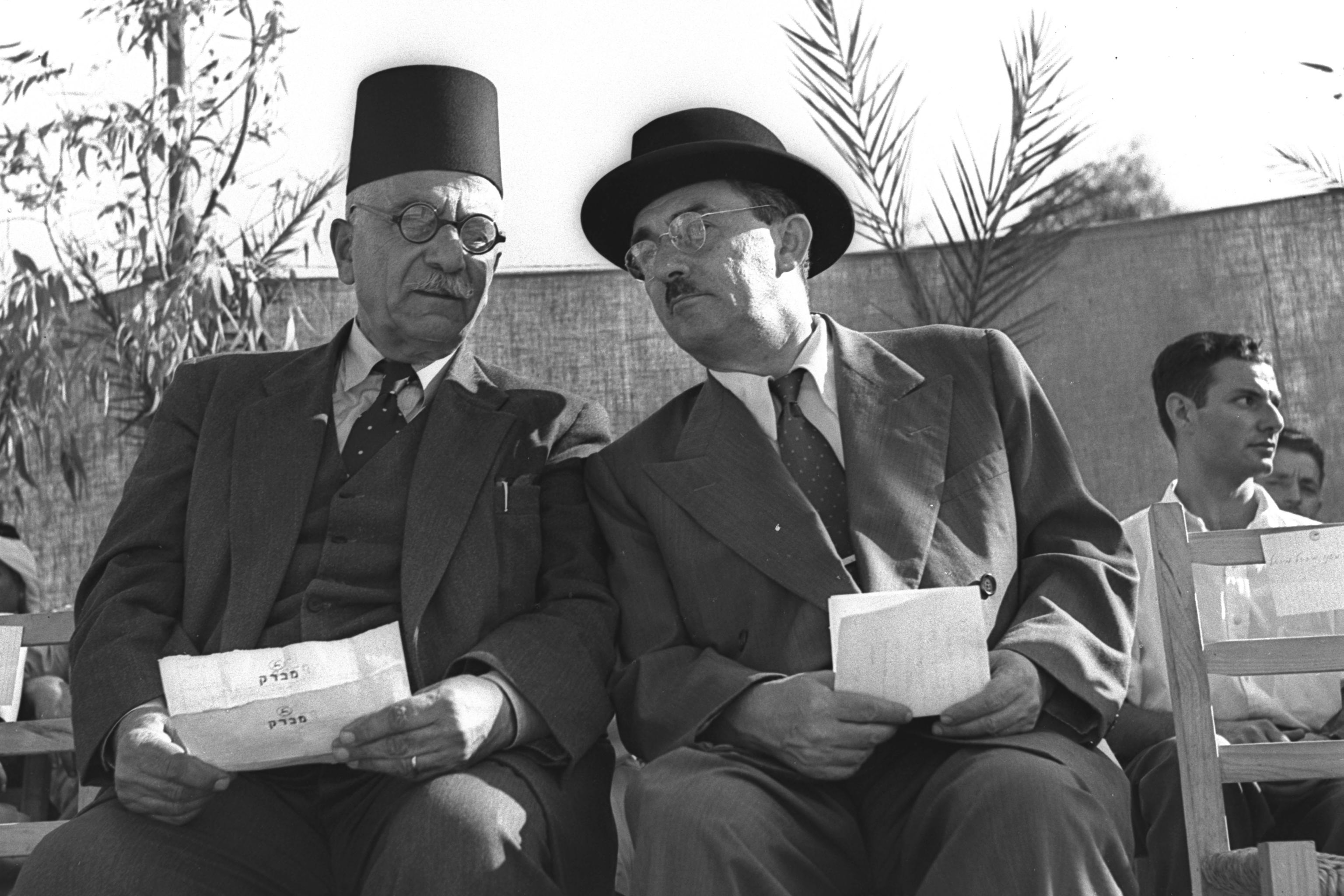
Амин-Салим Джарджура (слева), мэр Назарета, с премьер-министром Израиля Моше Шаретом, 1955 год

В самом Назарете не велось боевых действий во время войны 1948 года, которая в ноябре, до заключения первого перемирия 11 июня, хотя некоторые жители деревни присоединились к слабо организованным военизированным формированиям, а войска Арабской освободительной армии вошли в Назарет 9 июля. Местная оборона города состояла из 200—300 ополченцев, рассредоточенных по холмам, окружающим город. Оборона на южных и западных холмах рухнула после израильского обстрела, в то время как сопротивлению на северных холмах пришлось бороться с наступающими израильскими бронетанковыми подразделениями. Вскоре после того, как израильтяне начали обстреливать местных ополченцев, начальник полиции Назарета поднял белый флаг над городским полицейским участком.
Большая часть боевых действий вокруг Назарета происходила в деревнях-спутниках, особенно в Сепфорисе, жители которой оказывали сопротивление, пока в основном не были рассеяны после израильских воздушных налётов 15 июля. В течение десяти дней боевых действий, которые продолжались между первым и вторым перемирием, Назарет капитулировал перед израильскими войсками в ходе операции «Декель» 16 июля, после почти символического сопротивления. К тому времени большинство местных опрлченцев отказывались сражаться бок о бок с бойцами Арабской освободительной армии из-за их жестокого отношения с жителями-христианами и духовенством, но также и очевидной слабости перед лицом подавляющего военного превосходства Израиля. Стремясь предотвратить разрушение города, мусульманский мэр Назарета Юсеф Фахум потребовал прекратить всякое сопротивление.
Капитуляция Назарета была оформлена письменным соглашением, в соответствии с которым руководители города согласились прекратить боевые действия в обмен на обещания израильских офицеров, включая командира бригады Бена Дункельмана (руководителя операции), что мирным жителям города не причинят вреда. Вскоре после подписания соглашения Дункельман получил приказ от израильского генерала Хаима Ласкова принудительно выселить всех арабов из города. Дункельман отказался, отметив, что был «шокирован и напуган» тем, что ему будет приказано грубо нарушить соглашение, которое он, а также Хаим Ласков только что подписали. Спустя двенадцать часов после отказа выполнять приказ Дункельман был отстранён от должности, но не раньше, чем получил заверения в том, что безопасность населения Назарета будет гарантирована. Однако в дело вмешался лично Давид Бен-Гурион, который отменил приказ Ласкова и поддержал решение Дункельмана, опасаясь, что изгнание христиан из священного города может вызвать возмущение во всём христианском мире. К концу войны население Назарета столкнулось с большим притоком беженцев из крупных городов и деревень Галилеи.

#### 1950—1960 годы

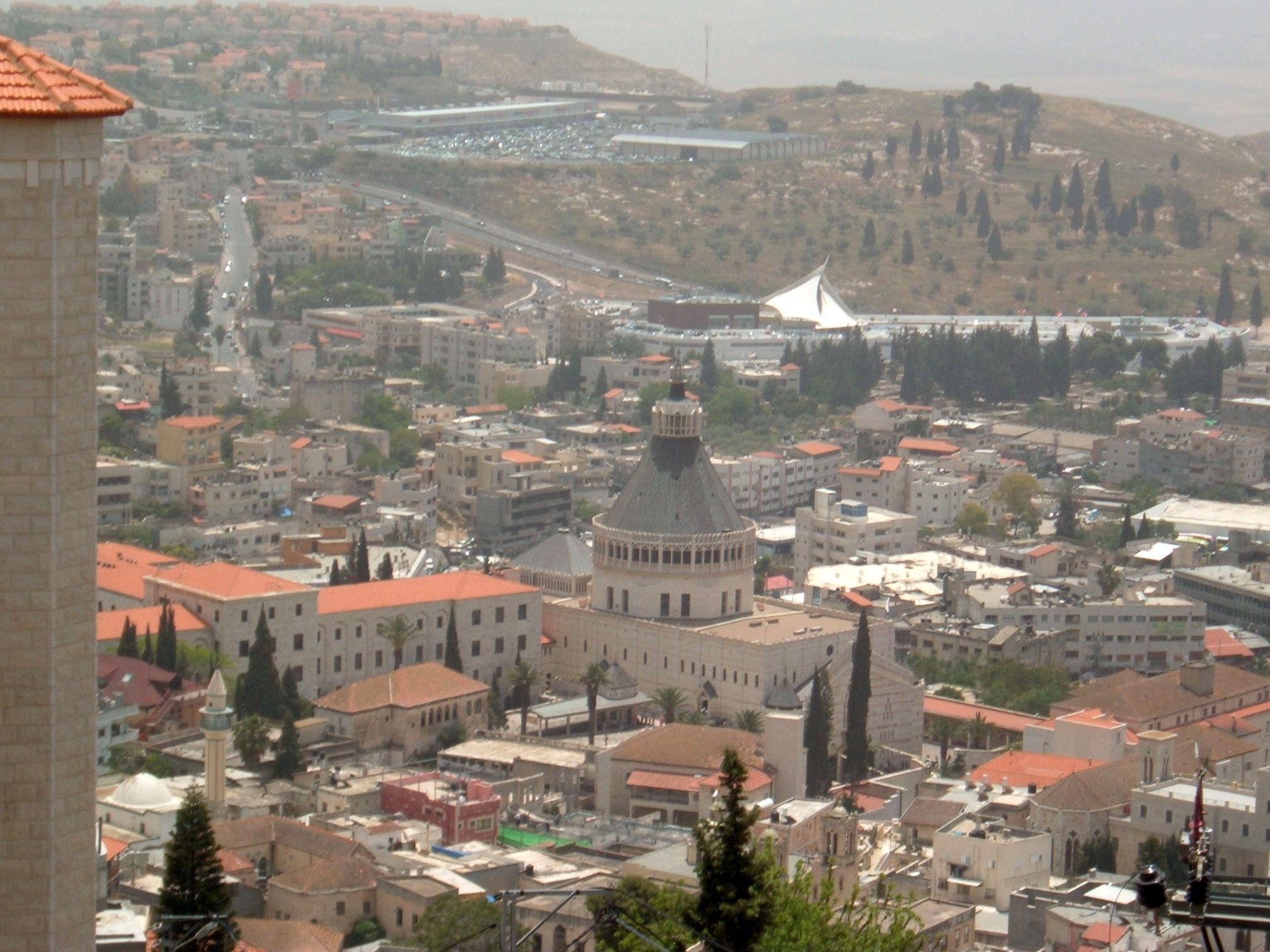
Вид на современный Назарет.

В первые несколько лет после вхождения Назарета в состав Израиля в его жизни преобладали проблемы экспроприации земель, внутренне перемещённых беженцев и тягот военного положения, которое включало комендантский час и ограничения на поездки. Попытки решить эти проблемы были в основном безуспешными и привели к разочарованию среди жителей, что, в свою очередь, способствовало политической агитации в городе. Будучи крупнейшим арабским городом Израиля, Назарет стал центром арабского и палестинского национализма, а также потому, что Коммунистическая партия Палестины была единственной легальной политической группой, которая поддерживала многие местные арабские инициативы, она приобрела популярность в Назарете. Арабская политическая организация в Назарете и Израиле до последних десятилетий в значительной степени сдерживалась государством. Арабские и палестинские националистические настроения продолжают оказывать влияние на политическую жизнь Назарета.
В 1954 году 1200 дунамов земли Назарета, которые муниципалитет планировал использовать для будущего расширения города, были экспроприированы государственными органами для строительства правительственных учреждений, а в 1957 году для строительства еврейского городка Ноф-ха-Галиль. Последний был создан для того, чтобы государство могло уравновесить арабское большинство в регионе. Депутат Кнессета Сейф эль-Дин эль-Зуби, представлявший Назарет, активно выступал против Закона о собственности отсутствующих, который позволял государству экспроприировать землю у арабов, которым не разрешалось вернуться в свои родные деревни. Зуби утверждал, что внутренне перемещённые беженцы не были отсутствующими, поскольку они всё ещё жили в стране как граждане и хотели вернуться в свои дома. Израиль предложил компенсацию этим внутренним беженцам, но большинство из них отказались, опасаясь навсегда отказаться от своего права на возвращение. Напряжённость в отношениях между жителями Назарета и государством достигла апогея во время первомайского митинга 1958 года, участники которого требовали разрешить беженцам вернуться в свои деревни, прекратить экспроприацию земель и предоставить палестинцам право на самоопределение. Несколько молодых протестующих были арестованы за то, что бросали камни в сотрудников сил безопасности. Военное положение было отменено в 1966 году.
5 января 1964 года папа Павел VI включил Назарет в программу своего первого в истории визита на Святую землю.

#### 1980—2010 годы
По состоянию на начало 1990-х годов, с 1942 года ни один городской план, разработанный муниципалитетом Назарета, не был одобрен правительством (как британского, так позже и израильского). Это привело к тому, что многие жители Назарета голосуют на муниципальных выборах в городе и получают услуги от муниципалитета фактически за пределами города. К таким районам относятся кварталы Шаркия и Джабаль эль-Даула, которые находятся под юрисдикцией Ноф-ха-Галиль и жители которых должны были получать разрешения на строительство в последнем городе. Аналогичным образом, район Билал в квартале Сафафра находится в юрисдикции Рейне. В 1993 году жители Билала стали официальными жителями Рейне. Муниципальные планы Назарета по расширению до основания Ноф-ха-Галиля были направлены на север и восток, в районы, которые сейчас занимает этот город. Арабские города-спутники расположены близко к северу, западу и юго-западу. Таким образом, оставшаяся территория в пределах муниципальных границ города, доступная для расширения, располагалась на северо-западе и юге, где рельеф ограничивал городскую застройку. После лоббирования в Кнессете и Министерстве внутренних дел эль-Зуби смог добиться присоединения к муниципалитету районов к северо-западу от города.
В 1980-х годах правительство начало попытки объединить близлежащую деревню Илут с Назаретом, хотя против этого шага выступили жители обоих населённых пунктов и муниципалитета Назарета. Жители Илута были включены в состав электората Назарета на муниципальных выборах 1983 и 1989 годов, которые жители Илута в основном бойкотировали, а также на общенациональных выборах 1988 года. Илут был выделен Министерством внутренних дел в качестве отдельного местного совета в 1991 году. Правительство Израиля выделило городской округ Назарет, который включает в себя местные советы Яфия на юге, Рейне, Машхад и Кафр-Кана на севере, Иксал и Назарет-Илит на востоке и Мигдаль-ха-Эмек на западе.

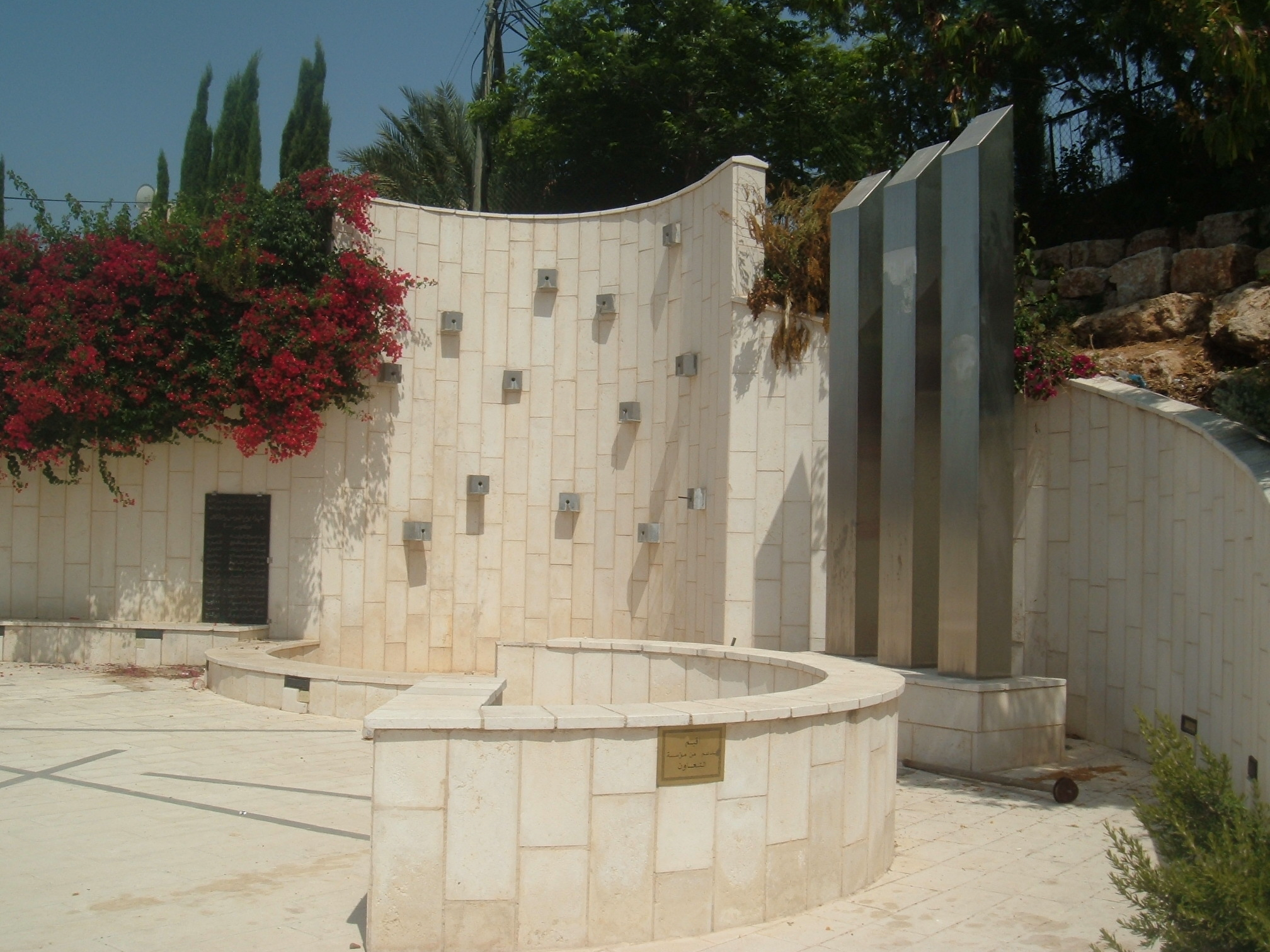
Памятник арабо-израильским жертвам октябрьских событий 2000 года, Назарет.

Как политический центр арабских граждан Израиля, Назарет является ареной ежегодных митингов, проводимых общиной, включая День земли с марта 1975 года и Первое мая. Также часто частью арабских граждан проводятся демонстрации в поддержку палестинского национального движения. Во время Первой интифады (1987—1993 годы) участники первомайских маршей выступали с антиизраильскими лозунгами. 22 декабря 1987 года во время забастовки, проведённой в знак солидарности с интифадой, вспыхнули беспорядки. 24 января 1988 года в массовой демонстрации приняли участие от 20 000 до 50 000 человек как из самого Назарета так и из других арабских городов. 13 мая во время футбольного матча в Нагарии между арабскими и еврейскими болельщиками вспыхнули беспорядки, в результате которых один еврей получил ножевое ранение, а 54 человека, в основном арабы, были ранены или арестованы. 19 мая в Назарете состоялся митинг, на котором тысячи арабов протестовали против «расистских нападений» на арабских болельщиков и дискриминационной политики в отношении арабов в целом.
Подготовка к визиту папы римского в Назарет в 2000 году вызвала конфликт между мусульманами и христианами, связанный с базиликой Благовещения Пресвятой Богородицы. В 1997 году было получено разрешение на строительство мощёной площади для приёма тысяч христианских паломников, которые, как ожидалось, должны были прибыть. Небольшая группа мусульман выступила с протестом и заняла место, где, как они заявили, был похоронен племянник Саладина по имени Шихаб ад-Дин. Одобрение правительством планов строительства большой мечети на этом участке вызвало протесты христиан. Однако в 2002 году специальная правительственная комиссия запретила строительство мечети на этом месте.
В марте 2006 года протесты общественности последовали за срывом молитвенной службы евреем и его женой и дочерью-христианками, которые взорвали петарды в церкви. Семья заявила, что хотела привлечь внимание к своим проблемам с органами социального обеспечения. В июле 2006 года, во время Второй ливанской войны в Назарете в результате ракетного обстрела, произведенного Хезболлой в рамках израильско-ливанского конфликта 2006 года, погибли двое детей.
В марте 2010 года правительство Израиля одобрило план развития туристической индустрии Назарета на сумму 3 миллиона долларов. Новые предприятия получили от Министерства туризма гранты на открытие бизнеса в размере до 30 процентов от первоначальных инвестиций.

#### с 2020 года
Во время израильско-палестинского кризиса 2021 года в Назарете вспыхнули беспорядки. В сентябре 2024 года ракета, запущенная Хезболлой, попала в город, и в других районах города вспыхнули пожары.

## Население
По данным Центрального статистического бюро Израиля, население на начало 2020 года составляло 77 445 человек.
Среднемесячная заработная плата работника в 2019 году составила 6284 шекеля (в среднем по стране: 9745 шекелей).

## Описание
В современном Назарете находится грот Благовещения, над которым построена крупнейшая на Ближнем Востоке католическая базилика Благовещения (1969 год), живописная православная церковь Архангела Гавриила над источником Девы Марии, а также другие христианские церкви. Рядом с Назаретом, в двух километрах на юг от базилики Благовещения, находится гора Свержения (Низвержения), с которой, согласно католическому преданию, жители Назарета хотели низвергнуть Иисуса после Его проповеди в назаретской синагоге, после чего Он навсегда покинул город (иногда гору называют горой «Прыжка» — прямой перевод с иврита). Согласно православному преданию, место этого события находится на соседней горе.
В окрестностях Назарета расположены национальный парк Сепфорис (древний иудейский город Циппори, родительский дом Девы Марии, остатки крепости крестоносцев и другие археологические достопримечательности) к западу от города, гора Фавор (место Преображения Господня), деревня Наин, Кфар Кана восточнее Назарета, где Христос сотворил своё первое чудо, превратив воду в вино на свадьбе.
Исторический (то есть Нижний) Назарет населен израильскими арабами, примерно 31 % из которых составляют арабы-христиане разных вероисповеданий, и около 70 % — мусульмане (по состоянию на 31.12.2010), поэтому Назарет — это самый христианский город Израиля, а также единственный город в стране, где воскресенье является выходным днём.

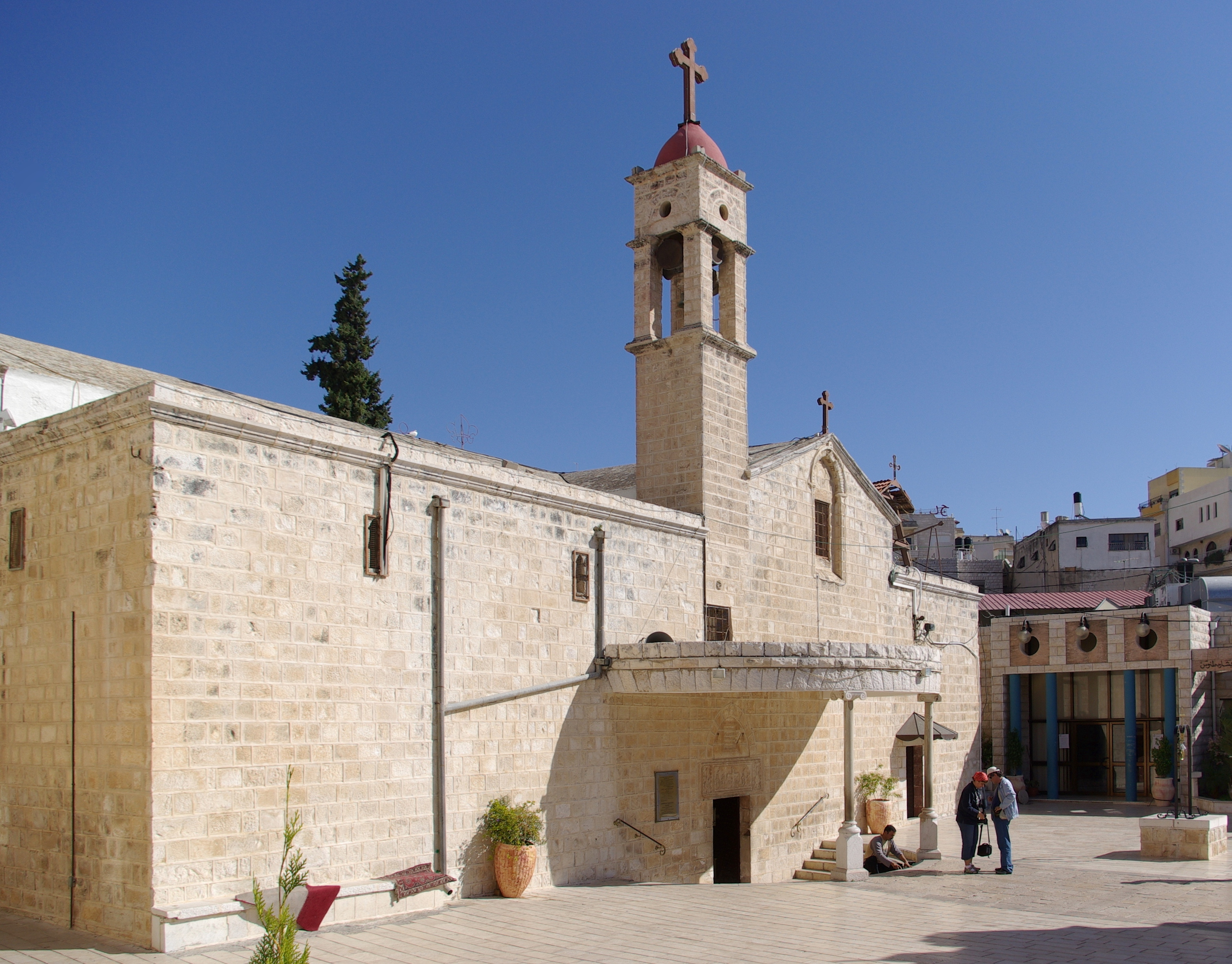
Православная греческая церковь Архангела Гавриила над источником Пресвятой Богородицы
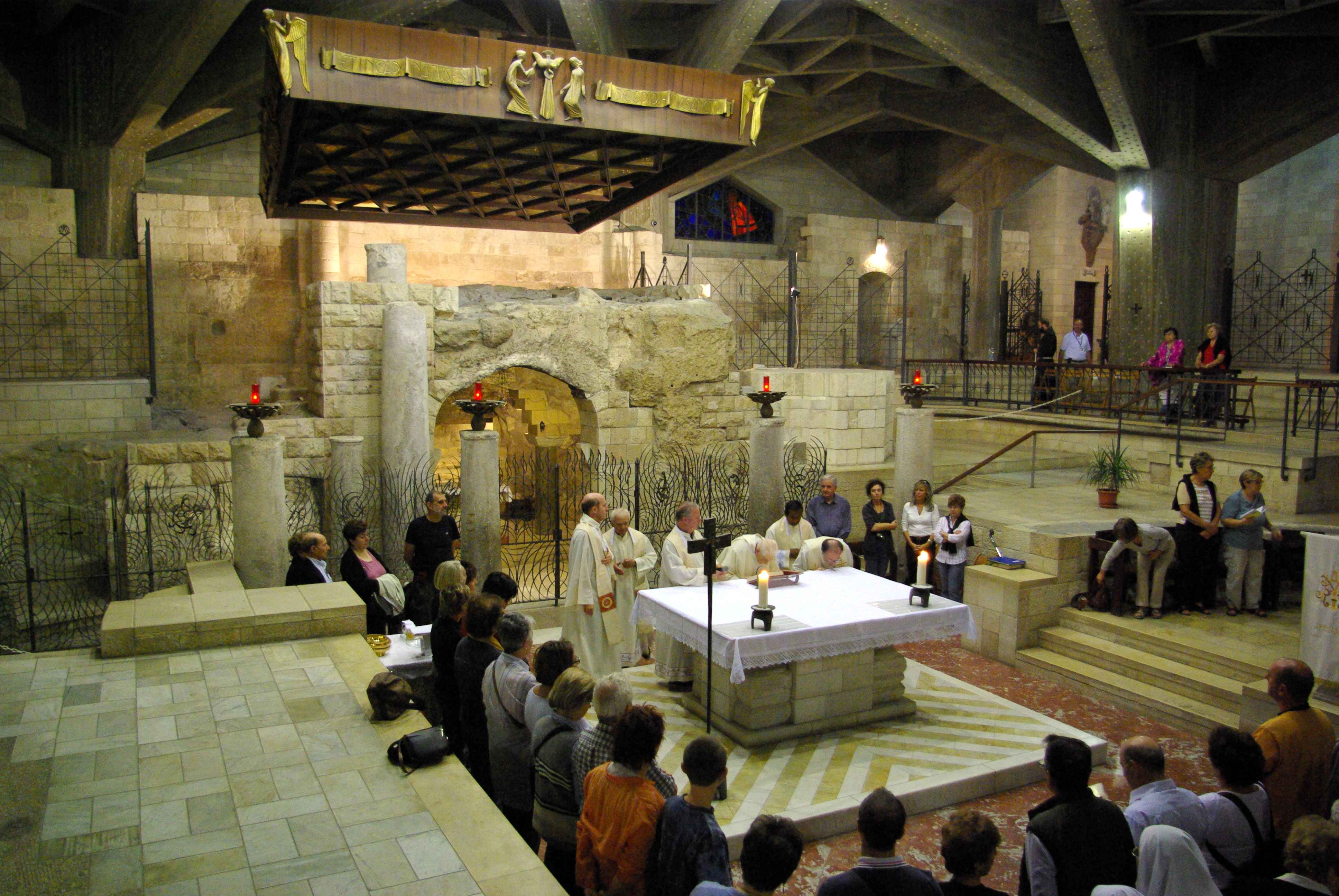
Католическая месса совершается около грота Благовещения в базилике Благовещения
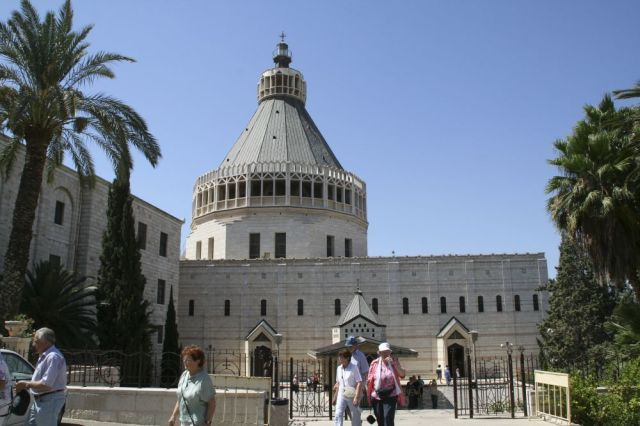
Католическая базилика Благовещения
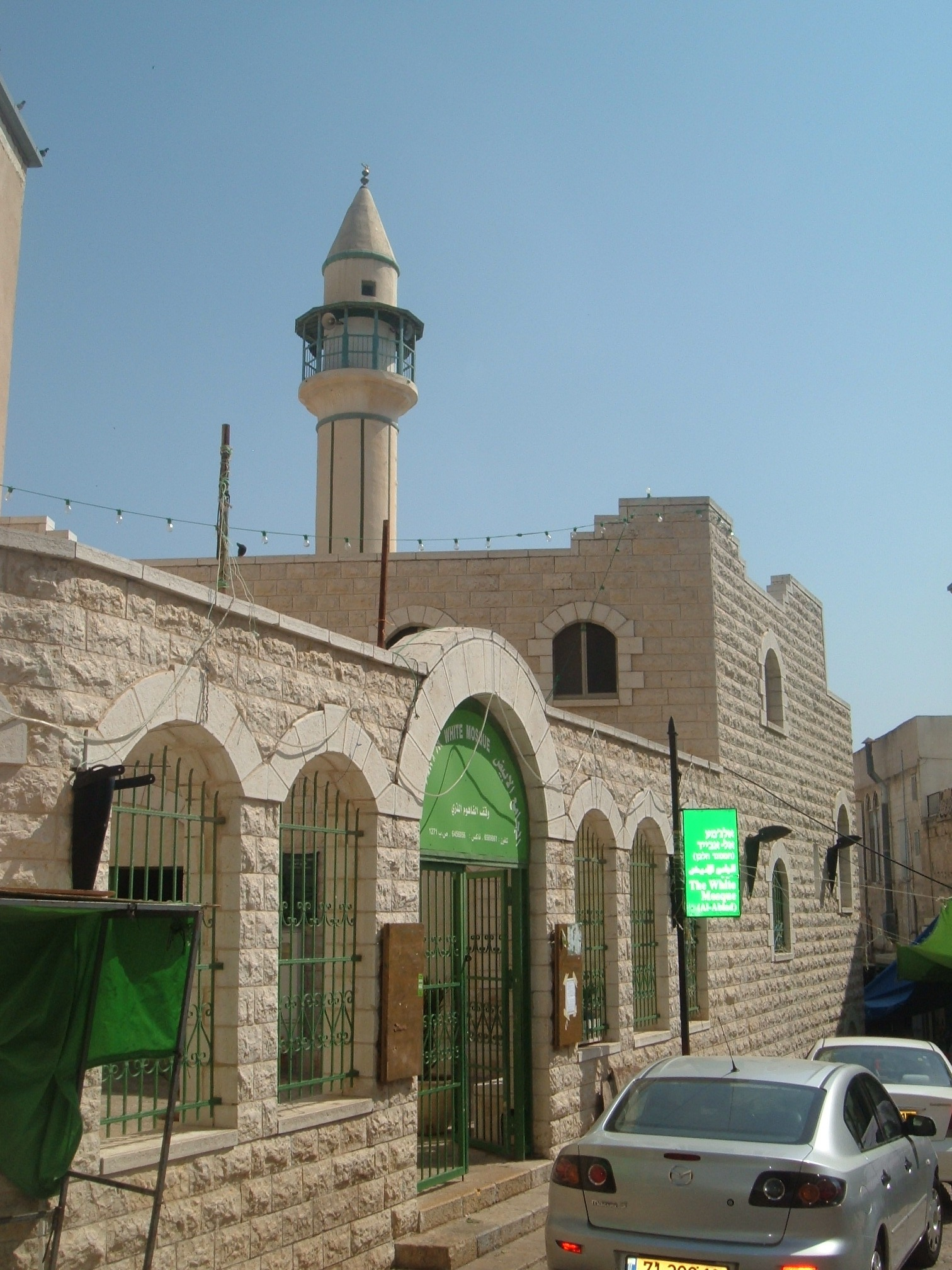
Белая мечеть

## Транспорт
Ближайшая железнодорожная станция к городу — Афула, с которой налажено автобусное сообщение.
На 2028 год запланирован запуск скоростной легкорельсовой транспортной системы до Хайфы.

## Города-побратимы
- Флоренция, Италия
- Ченстохова, Польша
- Гаага, Нидерланды